# Il Mare Calmo della Sera
Il Mare Calmo della Sera -en español: El mar calmado de la noche- es el álbum debut de Andrea Bocelli del cual se desprendió un sencillo homónimo al disco. Fue lanzado después de que este conociera a Zucchero y a Pavarotti. El álbum fue ganador en el Festival de la Canción de San Remo con su sencillo.

## Lista de canciones
| Il Mare Calmo della Sera |                                |          |  |
| N.º                      | Título                         | Duración |  |
| 1.                       | «Il Mare Calmo Della Sera»     | 4:32     |  |
| 2.                       | «Ave Maria No Morro»           | 4:24     |  |
| 3.                       | «Vivere»                       | 4:01     |  |
| 4.                       | «Rapsodia»                     | 5:28     |  |
| 5.                       | «La Luna Che Non C'e»          | 4:30     |  |
| 6.                       | «Caruso»                       | 5:16     |  |
| 7.                       | «Miserere»                     | 4:23     |  |
| 8.                       | «Panis Angelicus»              | 3:51     |  |
| 9.                       | «Ah, la Paterna Mano»          | 3:50     |  |
| 10.                      | «E Lucean le Stelle»           | 2:57     |  |
| 11.                      | «La Fleur Que Tu M'avaisJetée» | 4:09     |  |
| 12.                      | «L' Anima Ho Stanca»           | 2:09     |  |
| 13.                      | «Sogno»                        | 2:43     |  |

## Posiciones y certificaciones

### Listas semanales
| Listas                             | Posición más alta |
| ---------------------------------- | ----------------- |
| Lista oficial de Austria           | 33                |
| Lista oficial de Alemania          | 40                |
| Lista oficial de Bélgica (Flandes) | 2                 |
| Lista oficial de Bélgica (Valonia) | 9                 |
| Lista oficial de Francia           | 16                |
| Lista oficial de Países Bajos      | 11                |

### Certificación
| País         | Certificación |
| ------------ | ------------- |
| Países Bajos | Oro           |